# 줄무늬난쟁이호저
줄무늬난쟁이호저(Coendou ichillus)는 아메리카호저과에 속하는 설치류의 일종이다. 에콰도르 동부 지역의 해발 400m 이하 저지대에 알려져 있으며, 페루에서도 마찬가지로 발견되는 것으로 추정하고 있다. 서석지에서 야행성, 수상성 생활을 하는 모습이 관찰된다.
이전에는 난쟁이호저속(Sphiggurus)으로 분류하기도 했지만, 유전학 연구에서 다계통군으로 밝혀졌고 이제는 잡는꼬리호저속으로 분류한다. 근연종은 Coendou pruinosus와 Coendou vestitus이다.